# Alma Gluck

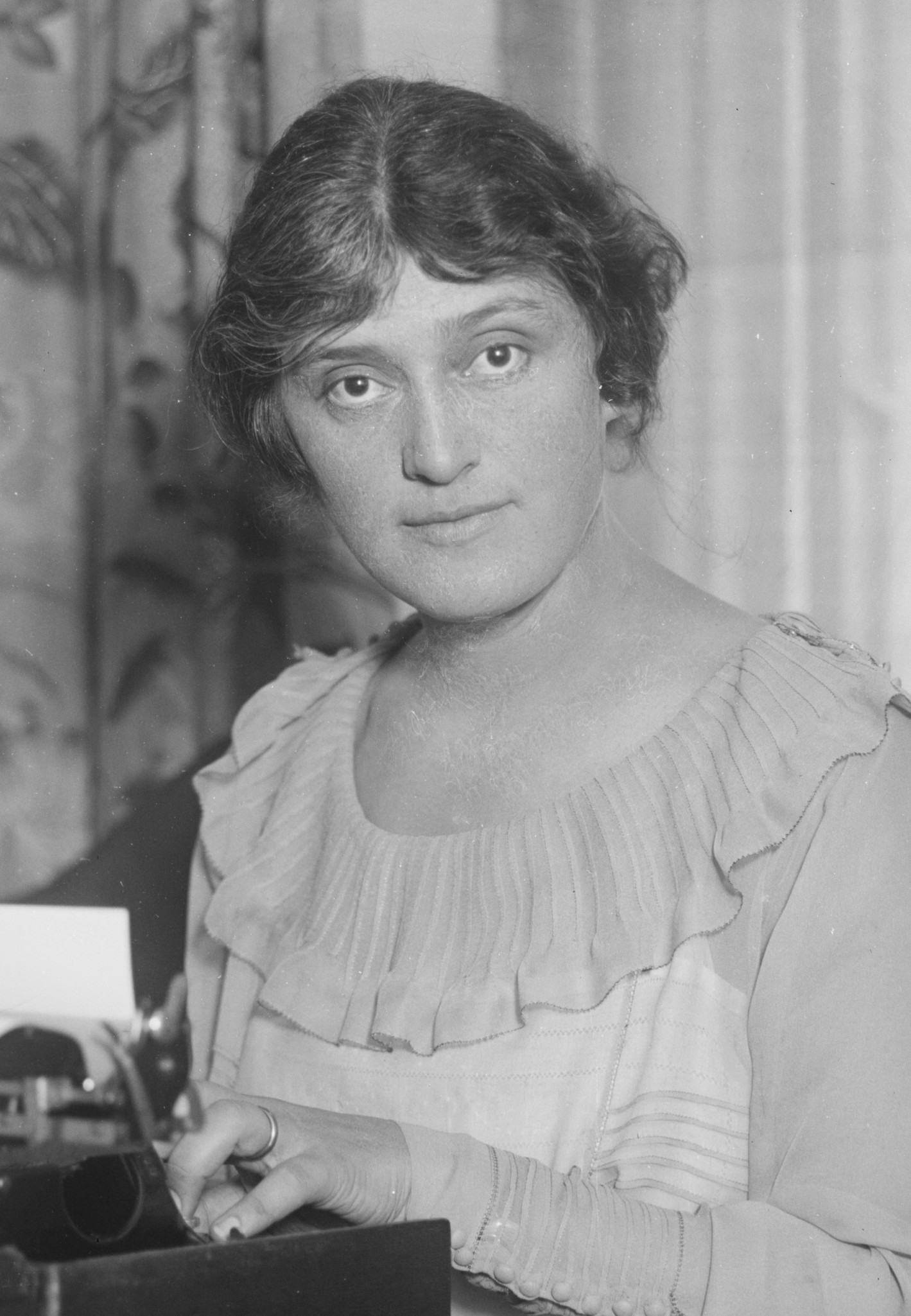
Alma Gluck

Alma Gluck (* 11. Mai 1884 in Iași, Rumänien; † 27. Oktober 1938 in New York City; geboren als Reba Feinsohn) war eine rumänisch-US-amerikanische Opernsängerin (Sopran). Anfang des 20. Jahrhunderts war sie eine der bekanntesten Sängerinnen der Welt. Sie gehörte außerdem zu den ersten Sängerinnen, die Schallplattenaufnahmen machten, u. a. gemeinsam mit Enrico Caruso. Ihre Aufnahme von „Carry Me Back to Old Virginny“ wurde über eine Million Mal verkauft.

## Familie
Alma Gluck war russisch-jüdischer Abstammung; ihre Eltern waren Leon und Zara Feinsohn, sie hatte eine Schwester namens Cecile Feinsohn. Im Alter von sechs Jahren kam sie in die USA. Sie studierte Gesang bei Arturo Buzzi-Peccia, Jean de Reszke und Marcella Sembrich. Aus ihrer ersten, 1902 geschlossenen Ehe mit Bernhard Gluck hatte sie die Tochter Abigail Marcia, die spätere Schriftstellerin Marcia Davenport. 1914 heiratete sie den Geiger Efrem Zimbalist, aus dieser Ehe gingen die Kinder Marie (1915–1981) und Efrem Zimbalist, Jr. (1918–2014) hervor.

## Engagements
- 1909: New York Theatre, New York City
- 1909–1912: Metropolitan Opera, New York City